# Seznam dílů seriálu V.I.P.
Toto je seznam dílů seriálu V.I.P. Americký akční seriál V.I.P. byl premiérově vysílán v letech 1998–2002 v syndikaci, celkem vzniklo 88 dílů rozdělených do čtyř řad.

## Přehled řad
| Řada | Díly | Premiéra v USA | Premiéra v USA  | Premiéra v ČR | Premiéra v ČR  |
| Řada | Díly | První díl      | Poslední díl    | První díl     | Poslední díl   |
| ---- | ---- | -------------- | --------------- | ------------- | -------------- |
| 1    | 22   | 26. září 1998  | 22. května 1999 | 1. září 1999  | 23. února 2000 |
| 2    | 22   | 25. září 1999  | 20. května 2000 | 6. srpna 2002 | 16. ledna 2003 |
| 3    | 22   | 7. října 2000  | 19. května 2001 | 2007          | 2007           |
| 4    | 22   | 22. září 2001  | 18. května 2002 | 2007          | 2007           |

## Seznam dílů

### První řada (1998–1999)
| Č. v seriálu | Č. v řadě | Původní název                            | Český název | Režie            | Scénář                                                                          | Premiéra v USA     | Premiéra v ČR      |
| ------------ | --------- | ---------------------------------------- | ----------- | ---------------- | ------------------------------------------------------------------------------- | ------------------ | ------------------ |
| 1            | 1         | Beats Working at a Hot Dog Stand         |             | J. F. Lawton     | J. F. Lawton                                                                    | 26. září 1998      | 1. září 1999       |
| 2            | 2         | What to Do With Vallery When You're Dead |             | Patrick Norris   | Charles Holland                                                                 | 3. října 1998      | 15. září 1999      |
| 3            | 3         | Bloody                                   |             | Sidney J. Furie  | námět: J. F. Lawton a Steven Kriozere scénář: Steven Kriozere                   | 10. října 1998     | 22. září 1999      |
| 4            | 4         | One Wedding and Val's Funeral            |             | J. F. Lawton     | Morgan Gendel a Ron Zimmerman                                                   | 17. října 1998     | 29. září 1999      |
| 5            | 5         | Scents and Sensibility                   |             | Adam Nimoy       | Morgan Gendel, Gabrielle Stanton a Harry Werksman                               | 24. října 1998     | 6. října 1999      |
| 6            | 6         | Diamonds are a Val's Best Friend         |             | Farhad Mann      | námět: Morgan Gendel a Rick Suvalle scénář: Rick Suvalle                        | 31. října 1998     | 13. října 1999     |
| 7            | 7         | Deconstructing Peri                      |             | Chuck Bowman     | Hannah Shearer                                                                  | 7. listopadu 1998  | 20. října 1999     |
| 8            | 8         | Val Got Game                             |             | Greg Yaitanes    | Steven Kriozere                                                                 | 14. listopadu 1998 | 27. října 1999     |
| 9            | 9         | Vallery of the Dolls                     |             | James A. Contner | námět: Ron Zimmerman, Gabrielle Stanton a Harry Werksman scénář: Ethlie A. Vare | 21. listopadu 1998 | 3. listopadu 1999  |
| 10           | 10        | Midnight in the Garden of Ronnie Beeman  |             | Barry Primus     | námět: Morgan Gendel a Eric Estrin scénář: Eric Estrin                          | 16. ledna 1999     | 10. listopadu 1999 |
| 11           | 11        | Good Val Hunting                         |             | Robert Radler    | Gabrielle Stanton a Harry Werksman                                              | 23. ledna 1999     | 24. listopadu 1999 |
| 12           | 12        | Escape from Val-catraz                   |             | Deran Sarafian   | Eric Estrin                                                                     | 30. ledna 1999     | 1. prosince 1999   |
| 13           | 13        | The Last Temptation of Val               |             | Patrick Norris   | Steven Kriozere                                                                 | 6. února 1999      | 8. prosince 1999   |
| 14           | 14        | Val Under Siege with a Vengeance         |             | Scott Paulin     | námět: Ron Zimmerman, Gabrielle Stanton a Harry Werksman scénář: Milos Bachman  | 13. února 1999     | 15. prosince 1999  |
| 15           | 15        | Val on the Run                           |             | Farhad Mann      | Rick Suvalle                                                                    | 20. února 1999     | 5. ledna 2000      |
| 16           | 16        | ThunderVal                               |             | Patrick Norris   | Morgan Gendel                                                                   | 27. února 1999     | 12. ledna 2000     |
| 17           | 17        | The Quiet Brawler                        |             | J. F. Lawton     | J. F. Lawton                                                                    | 6. března 1999     | 19. ledna 2000     |
| 18           | 18        | K-Val                                    |             | Bruce Seth Green | Morgan Gendel a Tom Abraham                                                     | 12. března 1999    | 26. ledna 2000     |
| 19           | 19        | Mudslide Val                             |             | Sidney J. Furie  | Tom Chehak                                                                      | 1. května 1999     | 2. února 2000      |
| 20           | 20        | Raging Val                               |             | R. W. Ginty      | námět: Morgan Gendel a Paul Chitlik scénář: Paul Chitlik                        | 8. května 1999     | 9. února 2000      |
| 21           | 21        | Three Days to a Kill                     |             | Sidney J. Furie  | Eric Estrin                                                                     | 15. května 1999    | 16. února 2000     |
| 22           | 22        | Val the Hard Way                         |             | Larry Rapaport   | námět: J. F. Lawton a Morgan Gendel scénář: Morgan Gendel a Steven Kriozere     | 22. května 1999    | 23. února 2000     |

### Druhá řada (1999–2000)
Díly č. 9–22 druhé řady byly v české premiéře vysílány krátce po půlnoci, v seznamu je datum české premiéry uvedeno podle televizního dne, tj. hodiny 00.00–06.00 se počítají k předchozímu kalendářnímu dni.
| Č. v seriálu | Č. v řadě | Původní název                | Český název | Režie                 | Scénář                                                             | Premiéra v USA     | Premiéra v ČR      |
| ------------ | --------- | ---------------------------- | ----------- | --------------------- | ------------------------------------------------------------------ | ------------------ | ------------------ |
| 23           | 1         | Return of the Owl            |             | Patrick Norris        | Rick Suvalle                                                       | 25. září 1999      | 6. srpna 2002      |
| 24           | 2         | Big Top Val                  |             | Patrick Norris        | Leslie Ray                                                         | 2. října 1999      | 13. srpna 2002     |
| 25           | 3         | Ransom of Red Val            |             | Sidney J. Furie       | námět: Ethlie Ann Vare scénář: Jodie Lewis                         | 9. října 1999      | 20. srpna 2002     |
| 26           | 4         | Dr. StrangeVal               |             | Farhad Mann           | Tom Abraham                                                        | 16. října 1999     | 27. srpna 2002     |
| 27           | 5         | Quick and the Dead           |             | Larry Rapaport        | Eric Estrin                                                        | 23. října 1999     | 3. září 2002       |
| 28           | 6         | Valma and Louise             |             | Greg Yaitanes         | námět: Steven Kriozere a David Aaron Freed scénář: Steven Kriozere | 30. října 1999     | 10. září 2002      |
| 29           | 7         | Stop or Val's Mom Will Shoot |             | Adam Nimoy            | Morgan Gendel a Ron Zimmerman                                      | 6. listopadu 1999  | 17. září 2002      |
| 30           | 8         | Val Goes to Town             |             | Chuck Bowman          | J. F. Lawton                                                       | 13. listopadu 1999 | 24. září 2002      |
| 31           | 9         | Mao Better Blues             |             | Farhad Mann           | Ralph Phillips                                                     | 20. listopadu 1999 | 10. října 2002     |
| 32           | 10        | Why Too Kay?                 |             | Corey Michael Eubanks | námět: Morgan Gendel a Rick Suvalle scénář: Rick Suvalle           | 27. listopadu 1999 | 17. října 2002     |
| 33           | 11        | Dangerous Beauty             |             | Chuck Bowman          | námět: Mitchell Binder scénář: Madison Lobrac a Mitchell Binder    | 22. ledna 2000     | 24. října 2002     |
| 34           | 12        | Analyse Val                  |             | Sidney J. Furie       | Tom Abraham                                                        | 29. ledna 2000     | 31. října 2002     |
| 35           | 13        | All You Need Is Val          |             | Steve Cohen           | Kathy Slevin                                                       | 5. února 2000      | 7. listopadu 2002  |
| 36           | 14        | New Val'd Order              |             | Gary Yaitanes         | Morgan Gendel                                                      | 12. února 2000     | 14. listopadu 2002 |
| 37           | 15        | Vallery's Secret             |             | J. F. Lawton          | Tom Abraham                                                        | 19. února 2000     | 21. listopadu 2002 |
| 38           | 16        | Hard Val's Night             |             | Greg Yaitanes         | námět: Kathy Slevin a Morgan Gendel scénář: Kathy Slevin           | 26. února 2000     | 28. listopadu 2002 |
| 39           | 17        | Third Eye Blond              |             | Robert Radler         | námět: Morgan Gendel a Hannah Shearer scénář: Hannah Shearer       | 1. dubna 2000      | 5. prosince 2002   |
| 40           | 18        | Val's on First               |             | Greg Yaitanes         | Eric Estrin                                                        | 8. dubna 2000      | 12. prosince 2002  |
| 41           | 19        | Val Point Blank              |             | Greg Yaitanes         | Eric Estrin a Morgan Gendel                                        | 29. dubna 2000     | 19. prosince 2002  |
| 42           | 20        | Franco in Love               |             | Chuck Bowman          | Rick Suvalle                                                       | 6. května 2000     | 2. ledna 2003      |
| 43           | 21        | Lights, Camera, Val          |             | Peter DeLuise         | Steven Kriozere a Morgan Gendel                                    | 13. května 2000    | 9. ledna 2003      |
| 44           | 22        | Ride of the Valkyries        |             | Peter DeLuise         | Morgan Gendel a Steven Kriozere                                    | 20. května 2000    | 16. ledna 2003     |

### Třetí řada (2000–2001)
| Č. v seriálu | Č. v řadě | Původní název             | Český název | Režie                | Scénář                                                         | Premiéra v USA     | Premiéra v ČR |
| ------------ | --------- | ------------------------- | ----------- | -------------------- | -------------------------------------------------------------- | ------------------ | ------------- |
| 45           | 1         | Survi-Val                 |             | Patrick Norris       | Leslie Ray                                                     | 7. října 2000      | 2007          |
| 46           | 2         | Loh-Down Dirty Shame      |             | Savage Steve Holland | Steven Kriozere                                                | 14. října 2000     | 2007          |
| 47           | 3         | For Val's Eyes Only       |             | Savage Steve Holland | Tom Abraham a Rick Suvalle                                     | 21. října 2000     | 2007          |
| 48           | 4         | V.I.P., R.I.P.            |             | Jim Charleston       | Tom Abraham                                                    | 28. října 2000     | 2007          |
| 49           | 5         | Throw Val from the Train  |             | Savage Steve Holland | námět: Morgan Gendel a Eric Estrin scénář: Morgan Gendel       | 4. listopadu 2000  | 2007          |
| 50           | 6         | Run, Val, Run             |             | Nelson McCormick     | Rick Suvalle                                                   | 11. listopadu 2000 | 2007          |
| 51           | 7         | Magnificent Val           |             | J. F. Lawton         | J. F. Lawton                                                   | 18. listopadu 2000 | 2007          |
| 52           | 8         | ExValibur                 |             | Nelson McCormick     | Rick Suvalle                                                   | 25. listopadu 2000 | 2007          |
| 53           | 9         | Get Vallery               |             | Tawnia McKiernan     | Robert Bielak                                                  | 13. ledna 2001     | 2007          |
| 54           | 10        | Bodyguards                |             | Scott Brazil         | Norma Safford Vela a Steven Kriozere                           | 20. ledna 2001     | 2007          |
| 55           | 11        | Val in Space              |             | Bruce Campbell       | Leslie Ray                                                     | 27. ledna 2001     | 2007          |
| 56           | 12        | Val Squared               |             | Savage Steve Holland | námět: Morgan Gendel a Steven Kriozere scénář: Steven Kriozere | 3. února 2001      | 2007          |
| 57           | 13        | Val on Fire               |             | Bruce Campbell       | Steven Kriozere a Mark Yoshimoto Nemcoff                       | 10. února 2001     | 2007          |
| 58           | 14        | A.I. Highrise             |             | Scott Brazil         | Steven Kriozere                                                | 17. února 2001     | 2007          |
| 59           | 15        | Val in Carnation          |             | Jack Clements        | Leslie Ray                                                     | 24. února 2001     | 2007          |
| 60           | 16        | Goodfidellas              |             | Savage Steve Holland | Paul Ruggiero                                                  | 7. dubna 2001      | 2007          |
| 61           | 17        | Amazon Val                |             | Peter DeLuise        | Tom Abraham                                                    | 14. dubna 2001     | 2007          |
| 62           | 18        | Val Under Covers          |             | Savage Steve Holland | Norma Safford Vela a Rick Suvalle                              | 21. dubna 2001     | 2007          |
| 63           | 19        | Aqua Valva                |             | Nelson McCormick     | Morgan Gendel                                                  | 28. dubna 2001     | 2007          |
| 64           | 20        | Molar Ice Cap             |             | Tawnia McKiernan     | námět: Norma Safford Vela a Tom Abraham scénář: Tom Abraham    | 5. května 2001     | 2007          |
| 65           | 21        | It's Val's Wonderful Life |             | Patrick Norris       | námět: Morgan Gendel scénář: Norma Safford Vela                | 12. května 2001    | 2007          |
| 66           | 22        | Val's Big Bang            |             | Savage Steve Holland | Morgan Gendel a Steven Kriozere                                | 19. května 2001    | 2007          |

### Čtvrtá řada (2001–2002)
| Č. v seriálu | Č. v řadě | Původní název               | Český název | Režie                | Scénář                                                              | Premiéra v USA     | Premiéra v ČR |
| ------------ | --------- | --------------------------- | ----------- | -------------------- | ------------------------------------------------------------------- | ------------------ | ------------- |
| 67           | 1         | 21 Val Street               |             | Savage Steve Holland | Steve Kriozere                                                      | 22. září 2001      | 2007          |
| 68           | 2         | Chasing Anna                |             | J. F. Lawton         | Tom Abraham                                                         | 29. září 2001      | 2007          |
| 69           | 3         | Holy Val                    |             | Greg Yaitanes        | námět: Morgan Gendel a Leslie Ray scénář: Eric Estrin               | 6. října 2001      | 2007          |
| 70           | 4         | Millennium Man              |             | Savage Steve Holland | námět: Steven Kriozere a Leslie Ray scénář: Steven Kriozere         | 13. října 2001     | 2007          |
| 71           | 5         | South by Southwest          |             | Greg Yaitanes        | Morgan Gendel a Steven Kriozere                                     | 20. října 2001     | 2007          |
| 72           | 6         | Valzheimer's                |             | Nelson McCormick     | Tom Abraham                                                         | 27. října 2001     | 2007          |
| 73           | 7         | The Uncle from V.A.L.       |             | Greg Yaitanes        | Steven Kriozere                                                     | 3. listopadu 2001  | 2007          |
| 74           | 8         | Pen Pal Val                 |             | Jack Clements        | Leslie Ray                                                          | 10. listopadu 2001 | 2007          |
| 75           | 9         | Kayus Ex Machina            |             | Tawnie McKiernan     | námět: Rick Suvalle a Lorianne Overton scénář: Rick Suvalle         | 17. listopadu 2001 | 2007          |
| 76           | 10        | Crouching Tiger, Hidden Val |             | Nelson McCormick     | Rick Suvalle                                                        | 24. listopadu 2001 | 2007          |
| 77           | 11        | Saving Private Irons        |             | Nelson McCormick     | námět: J. F. Lawton a Tom Abraham scénář: Leslie Ray a Rick Suvalle | 19. ledna 2002     | 2007          |
| 78           | 12        | Diagnosis Val               |             | Savage Steve Holland | námět: Leslie Ray a Rick Suvalle scénář: Leslie Ray                 | 26. ledna 2002     | 2007          |
| 79           | 13        | Val Cubed                   |             | Savage Steve Holland | Steven Kriozere                                                     | 2. února 2002      | 2007          |
| 80           | 14        | The K-Files                 |             | Jeff Cadiente        | Leslie Ray                                                          | 9. února 2002      | 2007          |
| 81           | 15        | 48½ Hours                   |             | Jack Clements        | Steven Kriozere a Tom Abraham                                       | 16. února 2002     | 2007          |
| 82           | 16        | Dude, Where's My Party?     |             | Greg Yaitanes        | Morgan Gendel                                                       | 23. února 2002     | 2007          |
| 83           | 17        | Kiss the Val                |             | Nelson McCormick     | Tom Abraham                                                         | 13. dubna 2002     | 2007          |
| 84           | 18        | Miss Con-Jeanie-Ality       |             | Savage Steve Holland | Norma Safford Vela                                                  | 20. dubna 2002     | 2007          |
| 85           | 19        | Sunshine Girls              |             | Savage Steve Holland | Rick Suvalle                                                        | 27. dubna 2002     | 2007          |
| 86           | 20        | True Val Story              |             | Savage Steve Holland | Rick Suvalle a Norma Safford Vela                                   | 4. května 2002     | 2007          |
| 87           | 21        | Val Who Cried Wolf          |             | Michael Dorn         | námět: Norma Safford Vela scénář: Steven Kriozere                   | 11. května 2002    | 2007          |
| 88           | 22        | Valley Wonka                |             | Savage Steve Holland | Mark Hamill a Morgan Gendel                                         | 18. května 2002    | 2007          |